# Ontherus erosus
Ontherus erosus là một loài bọ cánh cứng trong họ Bọ hung (Scarabaeidae).